# The Black Cauldron
The Black Cauldron (Taron y el caldero mágico en España y El caldero mágico en Hispanoamérica) es una película animada estrenada en cines el 26 de julio de 1985 por Walt Disney Pictures. Está libremente basada en los dos primeros volúmenes de Las Crónicas de Prydain, del escritor Lloyd Alexander. La película fue dirigida por Ted Berman y Richard Rich, y para su versión en inglés actuaron las voces de Grant Bardsley, Susan Sheridan, Freddie Jones, Nigel Hawthorne y John Hurt. 
Fue uno de los primeros grandes fracasos de la productora Disney, recaudó solo 21 millones de dólares en Estados Unidos frente a un presupuesto de 44 millones de dólares (se desconoce su resultado de ganancias de taquilla mundialmente). Si bien la película fue pionera en varios aspectos técnicos, su fracaso casi provocó el cierre del departamento de animación de Disney, lo que provocó que la película se llevara una muy mala reputación interna y es a menudo ejemplificada como una de las producciones más oscuras de la animación estadounidense.
La historia trata del Rey del Mal, quien quiere poseer el caldero mágico para gobernar el mundo. Al Rey del Mal se oponen los héroes Taron, la Princesa Elena (Eilonwy), Fausto Flama (Fflewddur Fflam) y una extraña criatura que se hace llamar Gurgi. Fue la primera película animada en ser catalogada como PG por su uso de temas oscuros. Debido a su fracaso en taquilla y a la mala recepción de la crítica, la película no fue lanzada en formato casero VHS, a diferencia de las demás películas Disney, que se editaban en VHS seis meses después de estrenarse en cines. La película fue comercializada mundialmente por primera vez en formato VHS en 1998 con el sello «Walt Disney's Masterpiece», finalmente en 2004 llegó a formato DVD junto a la colección «Clásicos Disney», mientras que fue lanzada en formato Blu-Ray en 2021 con el sello de «Disney Blu-Ray Exclusive».

## Argumento
En la mítica tierra de Prydain, el joven Taron se dedica a cuidar a los animales de su amo, el anciano Dolben; con cuidado especial se encarga de una particular cerdita llamada Hen Wen. Taron no está contento con su vida, durante la época ocurre una guerra en la cual preferiría luchar como guerrero en lugar de atender su responsabilidad como porquero. Un día, Dolben decide mostrarle a Taron los poderes ocultos de Hen Wen; ella puede crear visiones mostrando temibles acontecimientos que suceden o están por suceder. Con estos poderes, Dolben comprende que el Rey del Mal está buscando a Hen Wen para obtener sus poderes y lograr encontrar el caldero mágico. Dolben le da como misión a Taron llevarse a Hen Wen al interior del bosque para mantenerla a salvo hasta que pase el peligro. En el bosque, Taron permite que su imaginación haga que descuide su responsabilidad por un breve momento, tras el cual descubre que Hen Wen ha sido secuestrada por criaturas malvadas conocidas como Gwythaints.
Taron persigue a los Gwythaints hasta el castillo del Rey del Mal, acompañado por Gurgi, una extraña y solitaria criatura que se encapricha con ser su amigo, aunque huye tan pronto presiente peligro. En el castillo, Taron trata de encontrar a Hen Wen y presencia la llegada del Rey del Mal. Tras ser descubierto, el Rey del Mal trata de obligarle a revelar los poderes de Hen Wen, pero ambos salen huyendo cuando tienen la oportunidad. Hen Wen consigue huir del castillo, pero Taron es capturado y encerrado en el calabozo. Allí conoce a dos prisioneros del Rey del Mal, a la Princesa Elena y a Flausto Flama; también se hace con una poderosa espada perteneciente a un difunto rey. Los tres prisioneros se hacen amigos y logran huir del castillo con la ayuda de la espada de Taron. Una vez fuera, se encuentran con Gurgi, quien les pone tras la pista de Hen Wen, que se encuentra desaparecida. Dan con ella en un escondite subterráneo bajo un estanque donde habitan las hadas y reina el Rey Enrique. El Rey los pone tras la pista del escondite del caldero, en Morva, tras retornarles a Hen Wen, avisándoles de que se trata de un lugar peligroso.
Morva aparenta ser un lugar abandonado donde alguien ha coleccionado un gran número de calderos y otros objetos inservibles e inusados, pero pronto los héroes descubren que en Morva viven tres brujas: Ondina, Orvina y Olguina. Las brujas tienen un toque para el intercambio y ofrecen cambiar el caldero por la poderosa espada de Taron. Taron decide sacrificar su más preciada posesión por la oportunidad de salvar a su tierra y a su gente del peligro que supone el Rey del Mal. Tras acabar el cambio, las brujas le advierten a Taron que para detener los poderes del caldero, un ser viviente ha de arrojarse en su interior por su propia voluntad; este entonces será devorado y los siniestros poderes del caldero llegarán a su fin.
Desilusionados, los cuatro héroes no saben qué hacer con el caldero ahora que lo poseen. Enseguida son capturados por guerreros bajo las órdenes del Rey del Mal y llevados como prisioneros a su castillo; sólo Gurgi consigue huir. En el calabozo, el Rey del Mal visita a los prisioneros y les demuestra lo que hará con el caldero. Usando sus diabólicos poderes despertará de la muerte a un gran ejército de guerreros para formar su propia armada y conseguir dominación sobre Prydain. Mientras el Rey del Mal sale para observar la marcha de sus nuevos guerreros, Gurgi consigue entrar en el calabozo y liberar a Taron, Elena y Fausto Flama. Taron toma la decisión de arrojarse en el interior del caldero para detener sus poderes, pero Elena y Gurgi tratan de impedírselo. Gurgi le recuerda a Taron que él tiene amigos que lo necesitan vivo mientras que él, Gurgi, no tiene a nadie. Por esta razón decide sacrificarse y arrojarse en el interior del caldero, poniendo fin a su poder. Los guerreros del Rey comienzan a perder su fuerza y a caer rendidos, entonces, de nuevo en el calabozo, decide vengarse de Taron arrojándolo en el caldero. Taron se defiende con uñas y dientes y empuja al Rey del Mal hacia el caldero, el cual se hace con su cuerpo y lo devora. El castillo comienza a derrumbarse y los tres héroes huyen en un viejo bote hacia un lago en el exterior. Allí encuentran el caldero y al mismo instante reaparecen las Brujas de Morva. Las brujas pretenden recobrar el caldero cuando Fausto Flama les exige un cambio, ya que el caldero les pertenece por derecho. Orvina le ofrece a Taron su espada, pero este la rechaza y pide en su lugar la vida de Gurgi. Las brujas le responden diciendo que recuperar la vida de Gurgi es imposible, y Fausto Flama las reta diciéndoles que su poder no es verdadero. Enfurecidas, las brujas utilizan su magia para retornarles el cuerpo de Gurgi, el cual aparenta no tener vida. Taron recoge el cuerpo, lo abraza y enseguida vuelve a la vida. Feliz, Taron invita a Gurgi que lo acompañe a su hogar junto con la princesa Elena y Fausto Flama. Dolben observa las hazañas de Taron desde su cabaña, satisfecho con el crecimiento de su asistente porquero.

## Reparto
El doblaje en español mexicano (1985) estuvo a cargo del mexicano Francisco Colmenero. Este doblaje es usado y distribuido en todos los países de habla hispana en la actualidad (Incluido en España debido a que la película nunca se dobló en castellano de España).
En 2006, el doblaje catalán fue grabado en Televisión de Cataluña.
| Personaje          | Actor original                                                                                               | Actor/Actriz doblaje Hispanoamérica                             | Actor/Actriz doblaje Cataluña |
| Taron              | Grant Bardsley                                                                                               | Raúl Aldana                                                     | Hernán Fernández              |
| Princesa Elena     | Susan Sheridan                                                                                               | Diana Santos                                                    | Isabel Valls                  |
| Dallben            | Freddie Jones                                                                                                | Esteban Siller                                                  | José Antequera                |
| Fausto Flama       | Nigel Hawthorne                                                                                              | Luis Bayardo                                                    | Ramon Puig                    |
| Rey del Mal        | John Hurt | Blas García                                                     | José María Ullod              |
| Gurgi              | John Byner                                                                                                   | Héctor Lee                                                      | Francesc Figuerola            |
| Chueco             | Phil Fondacaro                                                                                               | Salvador Nájar                                                  | Jaume Villanueva              |
| Olguina            | Billie Hayes                                                                                                 | Ángela Villanueva                                               | Ana María Camps               |
| Ondina             | Eda Reiss Merin                                                                                              | Rosario Muñoz Ledo                                              | No doblada                    |
| Orvina             | Adele Malis-Morey                                                                                            | Nancy MacKenzie                                                 | Teresa Manresa                |
| Soldados           | Peter Renaday James Almanzar Wayne Allwine Candy Candido Phil Fondacaro Steve Hale Jack Laing William Windom | Carlos Segundo Francisco Colmenero Eduardo Borja Arturo Mercado | No doblados                   |
| Soldado en mesa    | Phil Nibbelink                                                                                               | Yamil Atala                                                     | No doblado                    |
| Rey Enrique        | Arthur Malet                                                                                                 | Jesús Colín                                                     | Aleix Estadella               |
| Doli               | John Byner                                                                                                   | Esteban Siller Garza                                            | Jordi Vilaseca                |
| Niña Gnomo         | Lindsey Rich                                                                                                 | Vanessa Garcel                                                  | No doblada                    |
| Niño Gnomo #1      | Brandon Call                                                                                                 | Diana Santos                                                    | No doblado                    |
| Niño Gnomo #2      | Gregory Levinson                                                                                             | No doblado                                                      | No doblado                    |
| Gnomo              | Brian Harvey                                                                                                 | Eduardo Tejedo                                                  | No doblado                    |
| Narrador           | John Huston                                                                                                  | Carlos Petrel                                                   | Josep Maria Mas               |
| Voz en sueño       | Peter Renaday                                                                                                | Eduardo Liñán                                                   | No doblado                    |
| Gwythaints         | Pat Fraley                                                                                                   | Pat Fraley                                                      | Pat Fraley                    |
| Estudio de Doblaje | Narrator (Mark Elliot)                                                                                       | Francisco Colmenero                                             | No doblado                    |